# Oldenbergiella calcarifera
Oldenbergiella calcarifera är en tvåvingeart som beskrevs av Papp 1980. Oldenbergiella calcarifera ingår i släktet Oldenbergiella och familjen myllflugor.
Artens utbredningsområde är Ungern. Inga underarter finns listade i Catalogue of Life.